# Pestiño

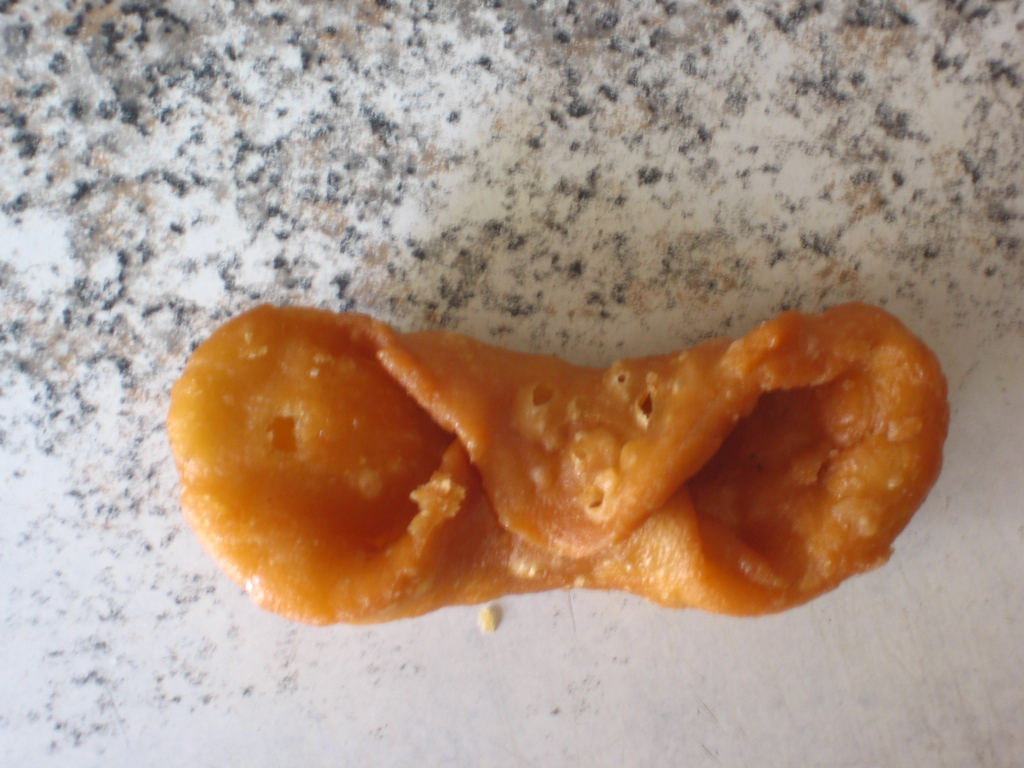
Un pestiño

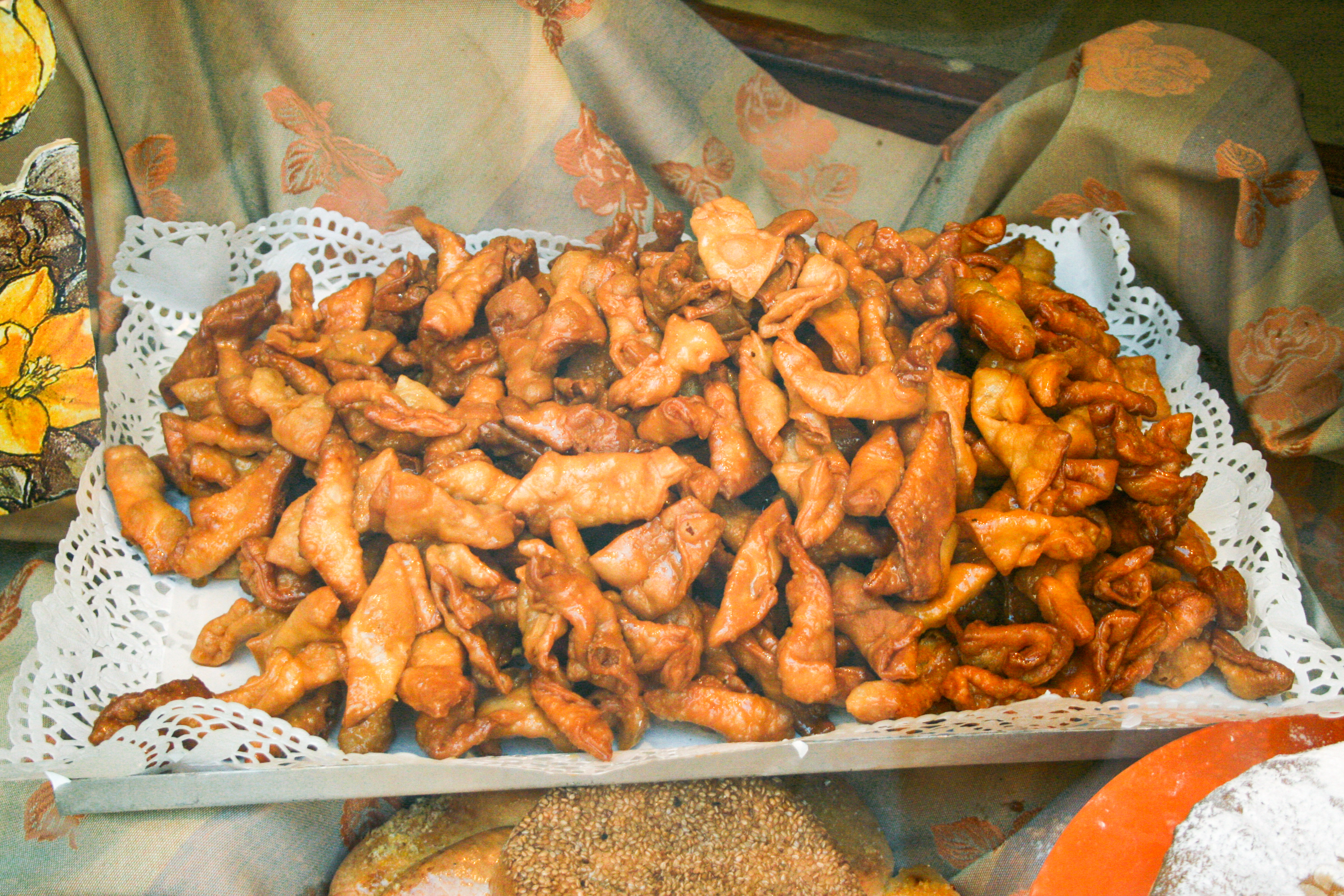
Bandeja de pestiños

El pestiño —del latín pistus: «majado», «batido»—, llamado en algunos países de Hispanoamérica prestiño o incluso pristiño, es un tipo de dulce o fruta de sartén que se suele servir como dulce navideño o de Semana Santa, típico de varias regiones de España, elaborado a base de masa de harina y huevo batido, frito en aceite de oliva y pasado por miel.

## Historia
La historia del pestiño puede remontarse al menos hasta el siglo XVI, y probablemente sea mucho más antigua. La primera referencia literaria se encuentra en La Lozana andaluza (1528) de Francisco Delicado, obra en la que es mencionado como parte del repertorio culinario de la protagonista. En el 1791, es mencionado en el sainete anónimo Los Locos de Mayor Marca. Asimismo es mencionado en El sombrero de tres picos (1874) de Pedro Antonio de Alarcón. El pestiño está emparentado con la shebaquía (o chuparquía) norteafricana, lo que sugiere un posible origen común, quizá andalusí. Mientras que el pestiño suele prepararse en fechas navideñas o durante la Semana Santa, la shebaquía se consume con frecuencia durante el mes de ramadán por su valor energético, ideal para romper el ayuno. Ello nuevamente sugiere un origen común asociado a celebraciones religiosas que a su vez podría relacionarse con otras frutas de sartén que tienen su origen en la Pascua judía.[cita requerida]

## Características
A la masa se le suele dar sabor con ajonjolí. Su tamaño y forma son variables, aunque por lo general suele ser un cuadrado de masa con dos esquinas opuestas plegadas hacia el centro. Uno de sus ingredientes optativos es la matalaúva (también llamada anís en grano). También se elaboran con azúcar, como una alternativa a la miel.[cita requerida]

## En Hispanoamérica
- En la confitería tradicional costarricense existe un dulce heredado del pestiño, llamado «prestiño» y que consiste en una masa de harina frita y bañada en panela.[3]

- En la cocina tradicional ecuatoriana se conoce a estos bocadillos como «pristiños», vocablo derivado de su original español, se sirven igualmente con miel de panela en fiestas navideñas.

- En la repostería peruana, específicamente de la ciudad de Huánuco, existe una larga tradición de la preparación de prestiños. Se suele narrar que esta costumbre se popularizó durante la construcción del puente de Calicanto sobre el río Huallaga a finales del siglo XIX, cuya argamasa llevaba clara de huevo, dejando abundantes yemas que eran aprovechadas por las matronas de la ciudad para la preparación de estos dulces. En esta variedad se confeccionan en forma de rosquillas y se terminan espolvoreándoles azúcar.